# Edward Payson Van Duzee
Edward Payson Van Duzee (ur. 6 kwietnia 1861 w Nowym Jorku, zm. 2 czerwca 1940 w Alamedzie) – amerykański bibliotekarz i entomolog, specjalizujący się w hemipterologii.

## Życiorys
Urodził się w 1861 roku przy East 22nd Street w Nowym Jorku. Jego ojcem był Wiliam Sanford Van Duzee, misjonarz, dentysta i naukowiec, bratem zaś Millard Carr Van Duzee, entomolog. Wkrótce po narodzinach Edwarda rodzina przeprowadziła się na róg Main i Riley Street w Buffalo. W 1883 roku Wiliam zmarł, a Edward podjął na kilka miesięcy pracę w laboratorium Yale University pod kierunkiem zoologa Addisona Emeryego Verrilla. Tam poznał także dipterologa, Samuela Wendella Willistona. W latach 1885–1912 Edward zatrudniony był jako bibliotekarz w Grosvenor Library w Buffalo. W tamtym okresie zaczął badać pluskwiaki oraz nawiązał kontakt z hemipterologiem, Philipem R. Uhlerem. W 1912 roku przeprowadził się na pół roku do San Diego. W 1913 roku zatrudniony został jako bibliotekarz w Instytucie Oceanografii Scrippsów w La Jolla. W 1914 roku dzięki pomocy Williama E. Rittera posadę wykładowcy entomologii i asystenta bibliotecznego na Wydziale Entomologii Uniwersytetu Kalifornijskiego w Berkeley zaoferował mu sam jego założyciel, Charles William Woodworth. Edward pracował tam do 1916 roku. W roku tym zatrudniony został jako bibliotekarz i kurator zbioru owadów w California Academy of Science. W 1927 roku zrezygnować musiał z posady bibliotekarza, jednak kuratorem zbioru pozostał do końca życia. Zmarł w 1940 roku w szpitalu w Alamedzie.
Miał żonę, Julię, syna, Edwarda Heatha, oraz córkę, Mabel, która została profesorem na University of Colorado.

## Dorobek naukowy
Van Duzee jest autorem ponad 250 publikacji naukowych, dotyczących głównie taksonomii i faunistyki pluskwiaków. Opisał 47 nowych dla nauki taksonów rangi rodzajowej i 895 nowych taksonów rangi gatunkowej. W ramach rewizji nomenklatury wprowadził również 12 nowych epitetów gatunkowych, 5 nowych nazw rodzajowych i 33 nazwy dla grup wyższej rangi. Najbardziej znanym jego dziełem jest liczący ponad 900 stron Catalogue of North American Hemiptera z 1917 roku. Napisał także kilka monografii. Odbywał liczne wyprawy i wycieczki entomologiczne, głównie po Nearktyce. Jego zbiór liczył ponad 130 tysięcy okazów z różnych rzędów.
Van Duzee był członkiem American Entomological Society, American Association for the Advancement of Science, American Association of Economic Entomolgists, American Museum of Natural History, Brooklyn Entomological Society, Buffalo Historical Society, Buffalo Society of Natural Sciences, Cambridge Entomological Club, Ecological Society of America, Entomological Society of Ontario, Kansas Entomological Society, National Geographic Society, Philadelphia Academy of Natural Sciences, San Diego Society of Natural History, Southern California Academy of Sciences oraz Western Society of Naturalists. Był patronem California Academy of Sciences, członkiem i wiceprezydentem Entomological Society of America oraz członkiem honorowym Pacific Coast Entomological Society. 
Jego zbiór w większości zdeponowany jest w California Academy of Sciences, ale część okazów przypuszczalnie znajduje się w Iowa State University Insect Collection.

## Upamiętnienie
Na jego cześć nazwano rodzaje Vanduzea i Vanduzeeina oraz liczne nowe gatunki, w tym: Sassacus vanduzeei, Glematodes vanduzeei, Acalypta vanduzeei, Aradus duzeei, Aradus vanduzei, Chlorotettix vanduzei, Cinara vanduzei, Cyclokara vanduzei, Cyrtolobus vanduzei, Derseocoris vanduzeei, Deltocephalus vanduzei, Dorycephalus vanduzei, Eutettix vanduzei, Gargaphia vanduzeei, Geocoris duzeei, Idiocerus duzeei, Lamproscytus vanduzeei, Liburnia vanduzeei, Lygus vanduzeei, Macrotylus vanduzeei, Melanostictus vanduzeei, Mezira vanduzeei, Micronecta vanduzeei, Nabis vanduzeei, Okanagana vanduzeei, Phlepsius vanduzei, Phytocoris vanduzei, Pilophorus vanduzeei, Platylygus vanduzeei, Platypedia vanduzeei, Pycnoderes vanduzeei, Rhinocapsus vanduzeii, Scolops vanduzei, Typhlocyba vanduzei, Xerophlcea vanduzeei, Acmseodera vanduzeei, Adetus vanduzeei, Cylindrocopturus vanduzeei, Dasytastes vanduzeei, Eleodes vanduzeei, Eusaltus vanduzeei, Listrus vanduzeei, Neoclytus vanduzeei, Stenopodinus vanduzeei, Stenoptochus vanduzeei, Trichochrous vanduzeei, Gelechia vanduzeei, Graptolitha vanduzeei, Pero vanduzeeata, Xylomyges vanduzeei, Andrena vanduzeei, Anthidium vanduzeei, Centris vanduzeei, Ceratina arizonensis vanduzeei, Halictus vanduzeei, Megachile vanduzeei, Melissodes catalinensis vanduzeei, Nomia howardi vanduzeei, Oreopasites vanduzeei, Osmia vanduzeei, Perdita vanduzeei, Ablautus vanduzeei, Amphicosmus vanduzeei, Cyrtopogon vanduzeei, Euparyphus vanduzeei, Lissoteles vanduzeei, Nannocyrtopogon vanduzeei, Pegomyia vanduzeei, Pipiza vanduzeei, Sapromyza vanduzeei, Thereva vanduzeei, Ulomorpha vanduzeei, Villa vanduzeei.